# Вулиця Польна (Львів)
Вулиця Польна — вулиця у Шевченківському районі міста Львів, місцевість Замарстинів. Пролягає від вулиці Господарської до вулиці Миколи Хвильового, паралельно вулиці Тичини.

## Історія та забудова
Вулиця виникла у першій третині XX століття, не пізніше 1931 року отримала сучасну назву. Аналогічну назву мали вулиця Героїв УПА (у 1871—1919 роках) та Вулиця Бескидська (у 1930-х роках), вулиця Академіка Лазаренка у 1910—1933 роках називалася Польна на Вульці.
Забудову вулиці складають одноповерхові садиби.